# Joseph Bara
Joseph Bara, também escrito Barra, (Fontainebleau, 30 de julho de 1779 — Jallais, 7 de dezembro de 1793) foi um célebre garoto francês na época da Revolução Francesa que, hussardo como soldado no exército republicano, capturado em uma emboscada e intimado a gritar: Vive le Roi ("Viva o Rei!"), respondeu: Vive la République ("Viva a República"), antes de ser morto.
Joseph Bara era, de fato, muito jovem para se juntar ao exército, mas ligou-se a uma unidade de combate contrarrevolucionários na Vendeia. Após a sua morte o Geral J.B. Desmarres enviou essas palavras, por carta, para a Convenção: "Ontem, este jovem corajoso, cercado por bandidos, preferiu morrer ao invés de dar-lhes os dois cavalos que ele estava levando." A morte do garoto foi aproveitada como uma oportunidade de propaganda por Robespierre, que o elogiou na tribuna da Convenção, dizendo que "só os franceses têm heróis de treze anos de idade". Porém, mais do que simplesmente ter sido morto por monarquistas Bretões, que apenas queriam roubar cavalos, Bara foi transformado em uma figura emblemática que negou o Antigo Regime à custa da morte.
Seus restos mortais foram transferidos para o Panteão de Paris, durante um festival revolucionário em sua honra.

## Lembrança
- Uma rua em Paris foi nomeada com seu nome em sua honra.
- Jacques-Louis David e Jean-Joseph Weerts pintaram sua morte.
- Bara é aludido em Chant du départ
- Estátua em sua honra em Palaiseau.

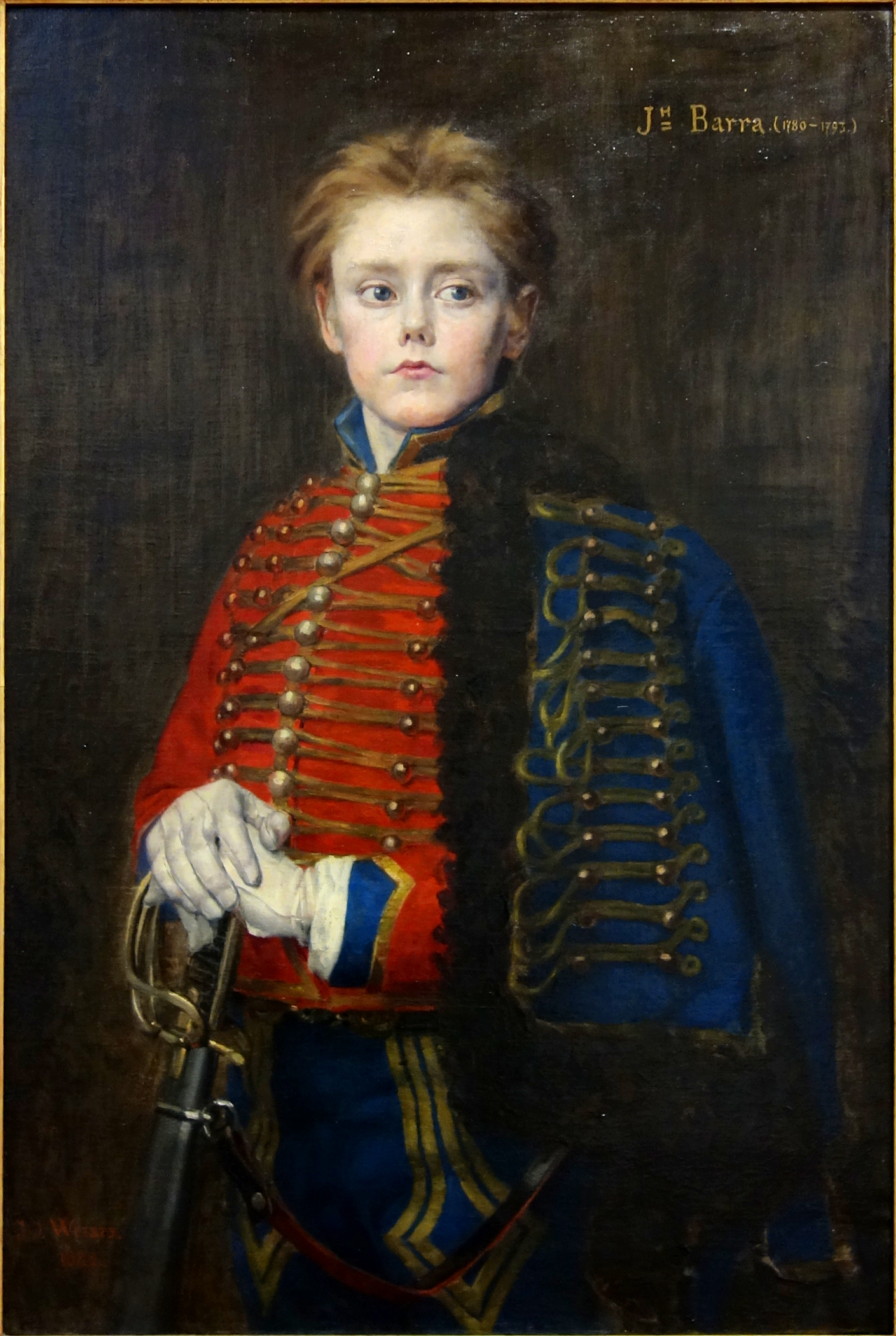
Pintado por Jean-Joseph Weerts, 1882.
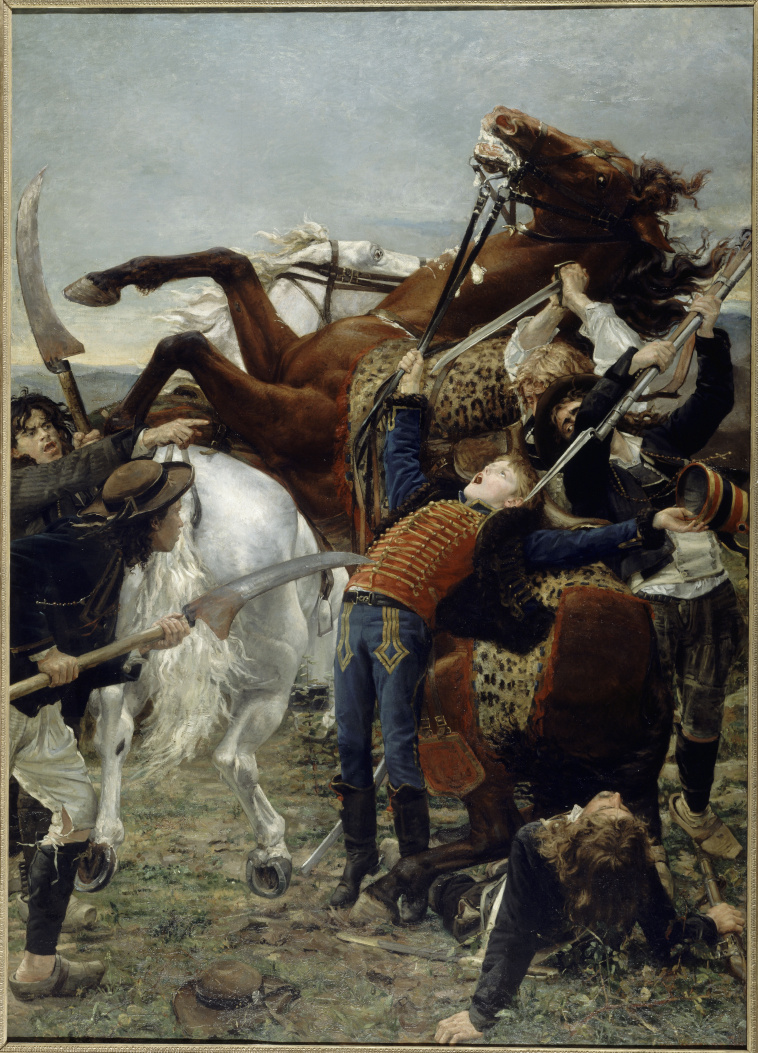
Outra pintura de Jean-Joseph Weerts, 1880.
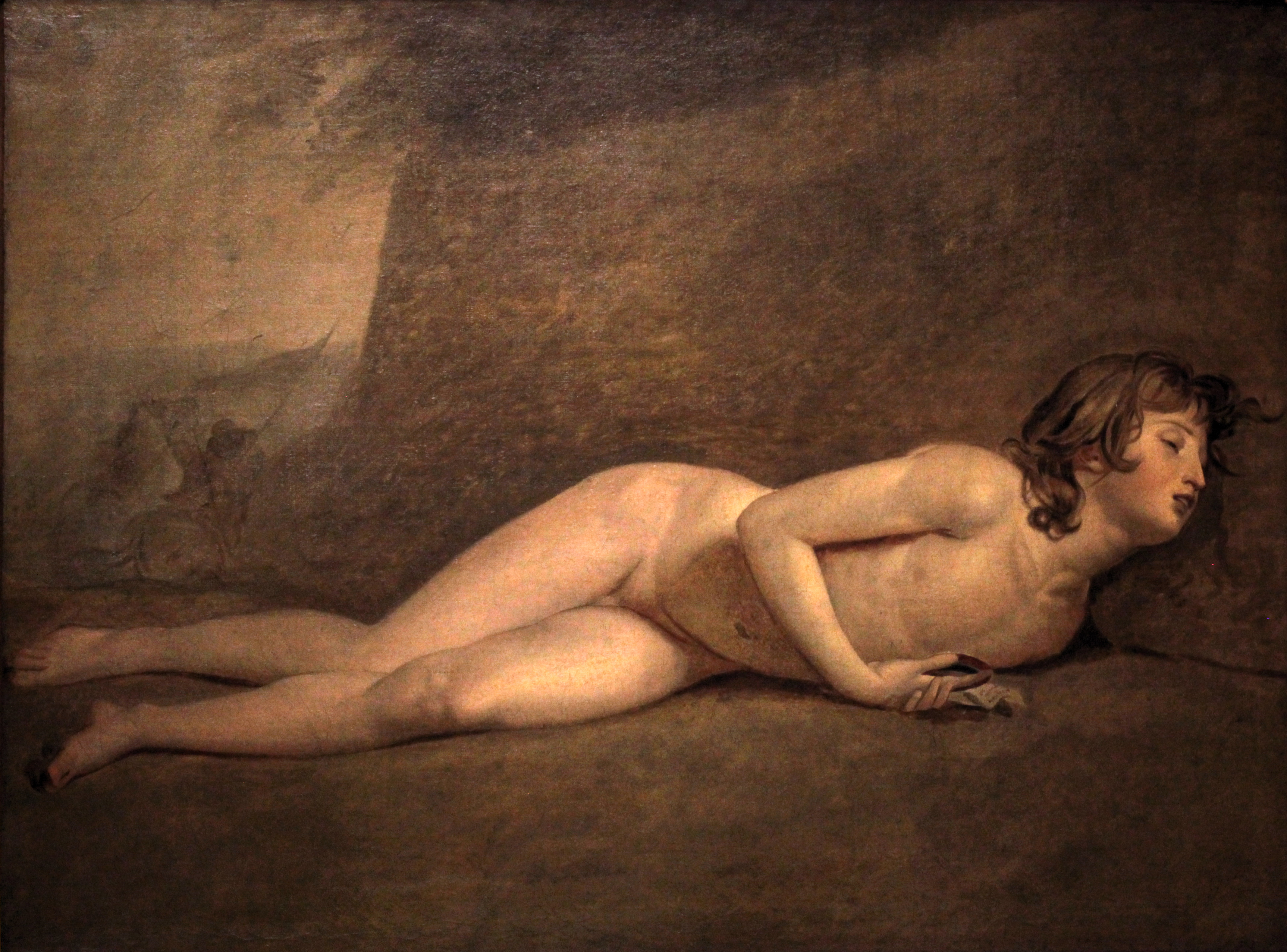
A Morte de Joseph Bara por Jacques-Louis David
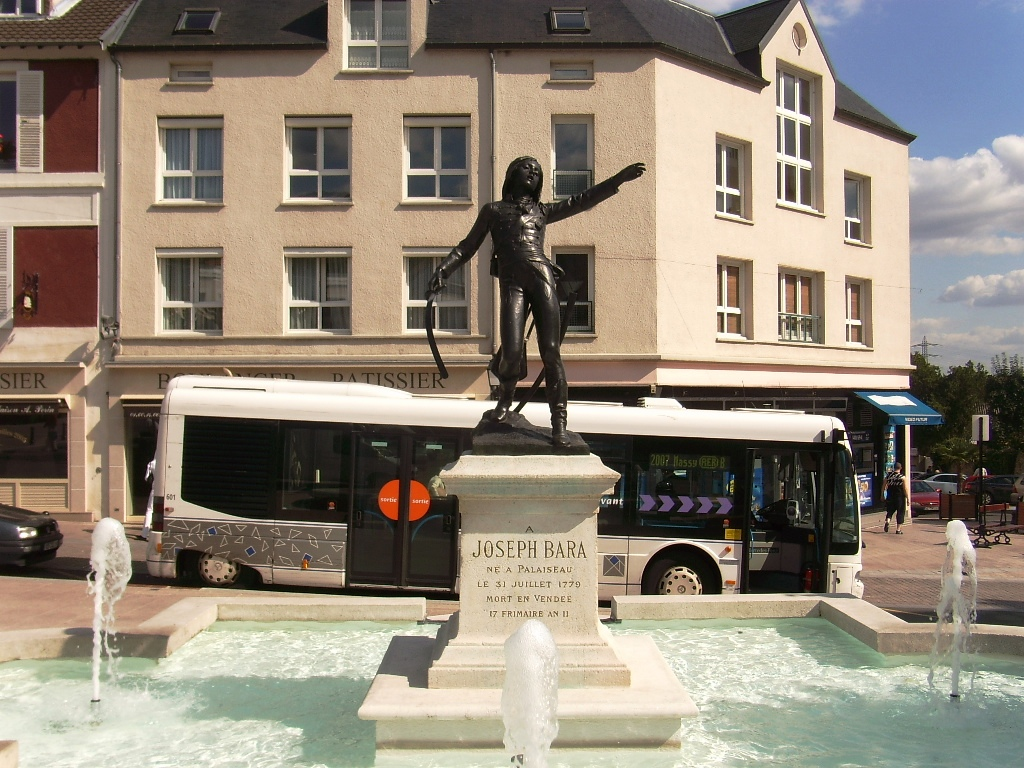
Estátua em sua honra em Palaiseau.
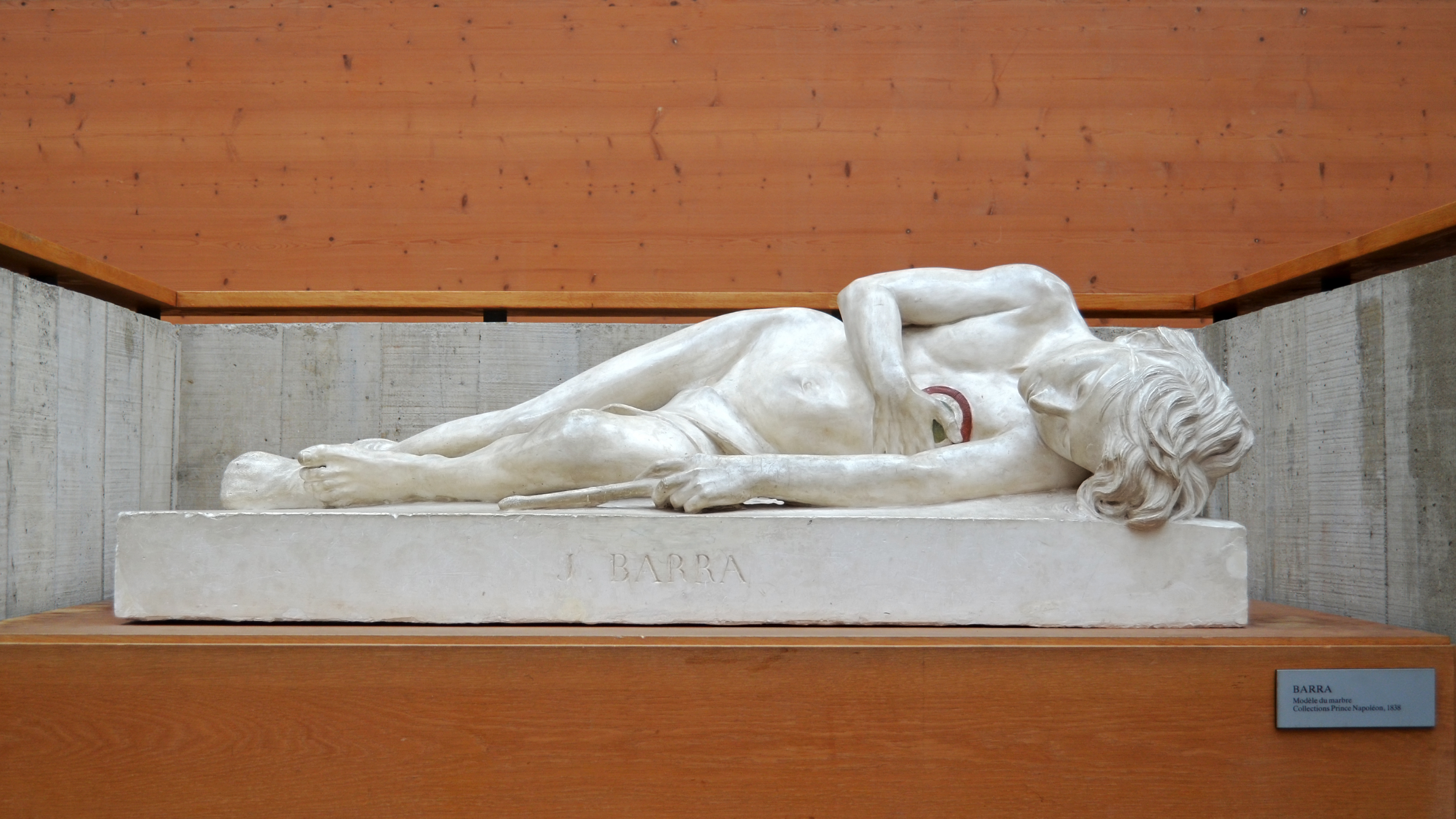
Barra por David d'Angers (1838).